# Marijke Rawie
Marijke Hermina Rawie (1943)  is een Nederlandse consultant, trainer, documentairemaker, producer en journalist.

## Loopbaan
Rawie ging na haar opleiding politicologie aan de Universiteit van Amsterdam (1961 – 1968) werken als journalist bij verschillende dag- en weekbladen en als redacteur bij Veronica. Ze was ook betrokken bij de Feministische Uitgeverij Sara.
Vervolgens werkte ze als producer en manager bij Veronica en de AVRO. Ze maakte vanaf 1974 documentaires, als regisseur en producent, vooral voor de AVRO. Bij deze omroep is ze vele jaren een van de beeldbepalende figuren geweest als het ging om programma's over kunst.
Na 2001 richtte ze zich als coach en consultant op het coachen van documentairemakers op verschillende plaatsen binnen en buiten Europa, onder meer in Amsterdam en Tel Aviv.

## Producties
Rawie was onder meer betrokken bij de totstandkoming van
- Ot… en hoe zit het nou met Sien? (1977)
- Blijf van mijn lijf (1984, regisseur)
- All Men Are Created Equal  (1987, schrijver)
- Tussen Kunst & Kitsch (1991, 2002, eindredactie)
- Aafje Heynis, stem van de ziel (1995, producent)
- Dudok... de wereld een beetje mooier achterlaten (1996, producent)
- Ducktators (1998, producent)
- Atlantis (1999)
- Close-up (tv-serie over architectuur, film, schilderkunst, fotografie, beeldhouwkunst, design en mode)
- Donald Duck: Meer dan een eend (2005, producent)

## Actie
Samen met Willemien Sanders richtte ze zich in 2008 namens talloze organisaties die bij het maken van documentaires betrokken zijn tot de Europese Commissie. In hun document verzochten ze de Commissie om zich in het Groenboek over auteursrecht in de kenniseconomie niet te beperken tot de opvattingen en belangen van uitgevers, bibliotheken, musea, onderwijsinstellingen, archieven, onderzoekers, gehandicapten en het grote publiek, maar ook de belangen van documentairemakers in aanmerking te nemen.

## Familie
Marijke Rawie is een zus van Jean Pierre Rawie.